# Governador Eugênio Barros
Governador Eugênio Barros är en kommun i Brasilien.   Den ligger i delstaten Maranhão, i den östra delen av landet, 1 200 km norr om huvudstaden Brasília. Antalet invånare är 15 983.
Omgivningarna runt Governador Eugênio Barros är huvudsakligen savann. Runt Governador Eugênio Barros är det glesbefolkat, med 9 invånare per kvadratkilometer.